# ویلیام بارترام
ویلیام بارترام (انگلیسی: William Bartram; ۲۰ آوریل ۱۷۳۹ – ۲۲ ژوئیهٔ ۱۸۲۳) گیاه‌شناس، پرنده‌شناس و دانشمند در زمینه تاریخ طبیعی اهل ایالات متحده آمریکا بود.